# Vicente Aparicio
Pour les articles homonymes, voir Aparicio.
Vicente Aparicio Vila est un ancien coureur cycliste espagnol, né le 14 septembre 1969 à Pinedo.

## Biographie
Professionnel de 1990 à 1998, il n'a jamais remporté de victoires significatives. Bon grimpeur, il a notamment terminé troisième du Critérium du Dauphiné libéré 1995 et septième du Tour d'Espagne 1994.

## Palmarès et résultats

### Palmarès par année
- 1989
  - Classement général du Tour de Lleida
- 1994
  - 6e de Paris-Nice
  - 7e du Tour d'Espagne
- 1995
  - 3e du championnat d'Espagne sur route
  - 3e du Critérium du Dauphiné libéré

### Résultats sur les grands tours

#### Tour de France
3 participations
- 1994 : 67e
- 1995 : 21e
- 1996 : abandon (17e étape)

#### Tour d'Espagne
4 participations
- 1993 : 34e
- 1994 : 7e
- 1995 : abandon (8e étape)
- 1996 : abandon

#### Tour d'Italie
1 participation
- 1998 : 59e